# Epoca Fierului
În arheologie, epoca fierului, prima perioadă a epocii metalelor, este perioada din istoria omenirii când folosirea fierului și procesul tehnologic al obținerii acestuia este proeminent în cadrul societății. Obținerea și prelucrarea acestui nou material coincide cu anumite schimbări în cadrul societății cum ar fi unele noi practici agricole, credințe religioase sau noi stiluri artistice.
|                                | \| Prezentare generală Preistorie \| \| \| \| \| Holocen \| (➚ Istoria timpurie) \| (➚ Istoria timpurie) \| (➚ Istoria timpurie) \| \| Holocen \| Epoca fierului \| \| \| \| Holocen \| Epoca târzie a Bronzului \| \| \| \| Holocen \| Epoca mijlocie a Bronzului \| \| \| \| Holocen \| Epoca timpurie a Bronzului \| \| \| \| Holocen \| Epoca Bronzului \| \| \| \| Holocen \| Epoca Cuprului \| \| \| \| Holocen \| Neolitic \| \| \| \| Holocen \| Mezolitic \| \| \| \| Pleistocen \| Paleoliticul superior \| \| \| \| Pleistocen \| Paleoliticul mijlociu \| \| \| \| Pleistocen \| Paleoliticul timpuriu \| \| \| \| Pleistocen \| Vechea Epocă de Piatră \| \| \| \| Pleistocen \| Epoca de Piatră \| \| \| |                      |                      |
| Prezentare generală Preistorie | |                      |                      |
| Holocen                        | (➚ Istoria timpurie) | (➚ Istoria timpurie) | (➚ Istoria timpurie) |
| Holocen                        | Epoca fierului |                      |                      |
| Holocen                        | Epoca târzie a Bronzului |                      |                      |
| Holocen                        | Epoca mijlocie a Bronzului |                      |                      |
| Holocen                        | Epoca timpurie a Bronzului |                      |                      |
| Holocen                        | Epoca Bronzului |                      |                      |
| Holocen                        | Epoca Cuprului |                      |                      |
| Holocen                        | Neolitic |                      |                      |
| Holocen                        | Mezolitic |                      |                      |
| Pleistocen                     | Paleoliticul superior |                      |                      |
| Pleistocen                     | Paleoliticul mijlociu |                      |                      |
| Pleistocen                     | Paleoliticul timpuriu |                      |                      |
| Pleistocen                     | Vechea Epocă de Piatră |                      |                      |
| Pleistocen                     | Epoca de Piatră |                      |                      |

Epoca fierului este ultima perioadă din sistemul celor trei epoci, pentru clasificarea societăților preistorice, precedat de epoca bronzului. Datarea acestei epoci a fierului precum și contextul acesteia variază de la o țară la alta sau de la o regiune geografică la alta. În mod clasic, în arheologie, se consideră că epoca fierului începe odată cu epoca întunecată din istoria Greciei în secolul al XII-lea î.Hr. în Grecia și Orientul Apropiat; în secolul al XI-lea î.Hr. în India; între secolul al VIII-lea și al VI-lea î.Hr. în Europa Centrală și Europa de Nord. În mod tradițional în Europa, epoca fierului se încheie cu perioada elenistică sau epoca romană, iar în nordul continentului o dată cu Evul Mediu timpuriu. 
Epoca fierului corespunde perioadei istorice când producția fierului era cea mai sofisticată etapă a metalurgiei. Răspândirea tehnologiei fierului precum și marea abundență de surse de minereu de fier a făcut ca acest metal să fie mult mai ieftin decât bronzul și a fost adoptat pe o scară largă. Introducerea acestei tehnologii în diverse regiuni ale globului este prezentată în cele ce urmează în ordine cronologică. Datorită faptului că fierul a fost introdus în America și Australia de colonizarea europeană, nu se poate vorbi în aceste regiuni de o epocă a fierului.

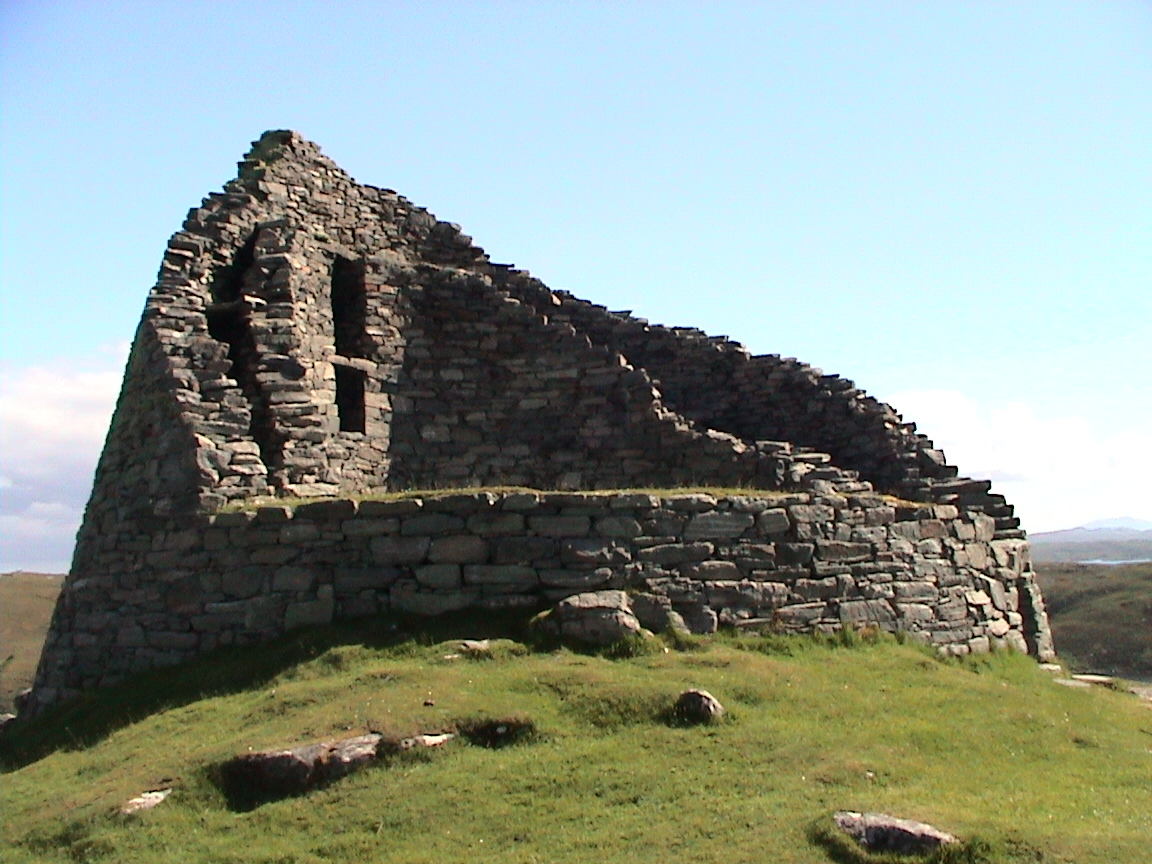
Dun Carloway, Scoția

Primele semne ale utilizării fierului provin din Sumer și Egiptul Antic, unde în jurul anului 4000 î.Hr. s-au creat primele obiecte din fier meteoric. Între 3000 î.Hr. și 2000 î.Hr. crește numărul obiectelor realizate din fier topit în Anatolia, Egipt, Mesopotamia, Indus, Pakistan. În această perioadă se pare că fierul era utilizat în scop ceremonial, fiind un metal extrem de scump, mai scump decât aurul. Pentru prima oară o metalurgie sistematică a fierului apare în cadrul Imperiului Hitit în secolul al XIV-lea î.Hr. iar în India începând cu 1800 î.Hr. În jurul anului 1200 î.Hr. utilizarea fierului a devenit uzuală în Orientul Apropiat însă pentru o scurta perioadă de timp, materialul dominant rămânând bronzul.

## Epoca fierului în Asia

### India
În unele situri arheologice din India cum ar fi: Malhar, Dadupur, Raja Nala Ka Tila și Lahuradewa în statul Uttar Pradesh s-au descoperit obiecte de fier și urme ale activității metalurgice între 1800 î.Hr.- 1200 î.Hr. 
Una din cele mai importante culturi arheologice este cultura Black and Red Ware. Datată în perioada timpurie a epocii fierului are o arie de răspândire mare și este datată între secolele XII - IX î.Hr. fiind precursoarea civilizației Vedice. 
În jurul anului 300 î.Hr. în această regiune a lumii s-a creat pentru prima dată oțel. Minereul de fier era topit împreună cu cărbune și sticlă, astfel prin topire fierul putea face astfel absorbție de carbon. Rezultatul, numit fūlāḏ فولاذ în arabă sau wootz steel în engleză, a fost exportat ca marfă de prestigiu în Asia și Europa.

### Orientul Apropiat
Epoca fierului în Orientul Apropiat este considerată ca începând cu descoperirea metalurgiei fierului în Anatolia și în regiunea Munților Caucaz la sfârșitul mileniului II î.Hr. De aici metalurgia fierului s-a răspândit în întreg Orientul Apropiat, piesele din fier înlocuindu-le pe cele din bronz la începutul mileniului I î.Hr. Utilizarea armelor de fier de către hitiți este considerată un factor însemnat la expansiunea rapidă a Imperiului Hitit. Lumea egeeană se pare ca a cunoscut acestă tehnologie ca urmare a expansiunii hitite, a migrației popoarelor mării iar raspândirea tehnologiei în întreaga Grecie este pusă pe seama invaziei dorienilor.

### Asia de Est
Obiecte de fier au fost descoperite în China și datate cel mai devreme în dinastia Zhou (secolul VI î.Hr.). Pe platoul tibetan epoca fierului este asociată cu cultura Zhang Zhung descrisă în scrierile vechi tibetane.
În anul 1972, lângă orașul Gaocheng, a fost descoperit un topor de luptă realizat din fier care era datat în secolul XIV î.Hr. Cercetările ulterioare asupra piesei au stabilit ca materialul din care a fost realizată piesa era fier meteoric. În peninsula Korea primele obiecte de fier au fost introduse ca urmare a schimburilor comerciale din timpul dinastiei Han (aproximativ 300 î.Hr.).

## Epoca fierului în Africa
Printre primele piese de fier descoperite în Africa se numără un pumnal de fier descoperit în mormântul faraonului Tutankamon (mort în anul 1323 î.Hr.). De asemenea o spadă având inscripționat numele faraonului Merneptah și un topor de luptă au fost descoperite în orașul Ugarit datate în jurul anului 1400 î.Hr.
Civilizația Nok a fost prima cultură arheologică din Africa de vest care a utilizat tehnologia fierului înainte de anul 1000 î.Hr. Metalurgia fierului a continuat să se răspândească în Africa împreună cu metalurgia cuprului ajungând în sudul continentului în jurul anului 200 d.Hr. 
Răspândirea fierului a revoluționat comunitățile Bantu, care au trecut de la uneltele de piatră direct la cele de fier și astfel au trecut la un mod de viață sedentar, devenind o cultură cu o tehnologie superioară în sudul Africii în care unelte și arme de fier au fost produse în cantități industriale.

## Epoca fierului în Europa
Fierul a fost introdus în Europa în jurul anului 1000 î.Hr., probabil din Asia Mică iar apoi s-a răspândit spre vest în următorii 500 de ani. Expansiunea greacă iar apoi cea a imperiului roman a pus capăt epocii fierului; iar prin introducerea scrisului întregii preistorii.

### Estul Europei
Începutul mileniului I î.Hr. marchează începutul epocii fierului în Europa de Est. În stepele din nordul Mării Negre și Mării Azov, în regiunea Munților Caucaz, epoca fierului începe o dată cu evoluția culturii Koban și culturii Novocerkassk. La aproximativ 800 î.Hr. această tehnologie s-a răspândit în cadrul culturii hallstattiene ca urmare a migrațiilor traco-cimeriene. Din cultura Hallstatt, tehnologia fierului s-a răspândit spre vest o dată cu migrația celtică din secolul VI î.Hr.

### Europa Centrală
În Europa Centrală epoca fierului se împarte în două mari perioade, după culturile care au cea mai mare înrâurire: cea a culturii Hallstatt (HaC and D, adică 800-450 î. Hr.) și cea a culturii La Tène (începând cu 450 î.Hr.). Perioada HaA și B este considerată ca făcând parte din epoca bronzului. Perioada HaD (700-450 î. Hr.) se mai numește și Epoca Scitică datorită armamentului cu forme și împodobiri asemănătoare artei sciților. Epoca fierului se încheie în Europa Centrală după cucerirea romană.

### Zona mediteraneeană
În Italia tehnologia fierului a fost probabil introdusă de cultura Villanova. Această cultură însă este considerată ca formată în epoca bronzului și evoluează și în epoca fierului ca premergătoare a civilizației etrusce. Această epocă se încheie o dată cu intervenția romană. Ultimul oraș etrusc, Velzna, fiind cucerit de romani în anul 265 î.Hr.

### Insulele Britanice
În Insulele Britanice, epoca fierului a început în secolul al V-lea î.Hr. până la cucerirea romană și chiar până în secolul al V-lea d.Hr. în părțile necucerite de romani. Printre cele mai interesante descoperiri datate în această perioadă sunt o serie de fortificații defensive.

### Scandinavia și Finlanda
Scandinavia (incluzând Finlanda) și regiunea baltică au produs fier încă de timpuriu. Apariția acestei tehnologi este pusă în legătură cu zona non-germanică a Scandinaviei. Descoperiri interesante s-au făcut în legătură cu vasele ceramice de tip Asbestos, (ceramica Asbestos), rămase un mister datorită faptului că nu se poate preciza utilitatea acestora, precum și descoperirile din cultura Ananjino.

### Nordul Germaniei și sudul Scandinaviei
Epoca fierului este divizată aici în două mari perioade: epoca fierului preromană și epoca romană a fierului. Această etapă este urmată de epoca migrațiilor. Nordul Germaniei și Danemarca au fost dominate pe parcursul epocii fierului de cultura Jastorf.